# Мастунг (округ)
Мастунг (урду ضلع مستونگ‎, англ. Mastung District) — один из 30 округов пакистанской провинции Белуджистан.
Административный центр — город Мастунг.

## География
Площадь округа — 5 896 км². На севере граничит с округом Кветта, на западе — с округом Нушки, на юге — с округом Калат, на востоке — с округом Болан, на северо-востоке — с округом Харнай.

## Административно-территориальное деление
Округ делится на три техсила:
- Дешт-Спезанд
- Кирдгап
- Мастунг

## Население
По данным переписи 1998 года, население округа составляло 164 645 человек, из которых мужчины составляли 53,04 %, женщины — соответственно 46,96 %. Уровень грамотности населения (от 10 лет и старше) составлял 27,6 %. Уровень урбанизации — 14,66 %. Средняя плотность населения — 27,92 чел./км².